# Ashfordia granulata
Veloutée moine
Espèce
Statut de conservation UICN

 LC  : Préoccupation mineure
Ashfordia granulata, dont le nom vernaculaire français est  Veloutée moine (Silky Snail pour les anglophones) est une espèce d'escargot terrestre de la famille des Hygromiidae (qui comprend plusieurs espèces dont la coquille porte des poils), et du genre Ashfordia.
C’est une espèce de taille moyenne, dont les populations sont principalement présentes en Irlande (25% selon une estimation UICN) et au Royaume-Uni, et trouvée en France (dans le département de la Somme, en Bretagne (Fortin & Rebout 2001) et en Basse-Normandie, puis récemment dans le Nord-Pas-de-Calais selon T. Oueslati (2012) .

## Historique
L'espèce Ashfordia granulata est décrite en 1830 le malacologiste britannique Joshua Alder (1792-1867) sous le protonyme Helix granulata

## Taxonomie et risques de confusion
Cette espèce est aussi rangée parmi les heterobranchia, euthyneura, panpulmonata, eupulmonata,  Stylommatophora et dans le groupe informel sigmurethra.
Elle est parfois aussi placée dans le genre  Monacha et alors connue sous le nom  Monacha granulata,.
Cet escargot ne doit pas être confondu avec d’autres espèces d’escargots dont la coquille est également porteuse de poils, du genre Trochulus (ex : Trochulus lubomirski).

## Description

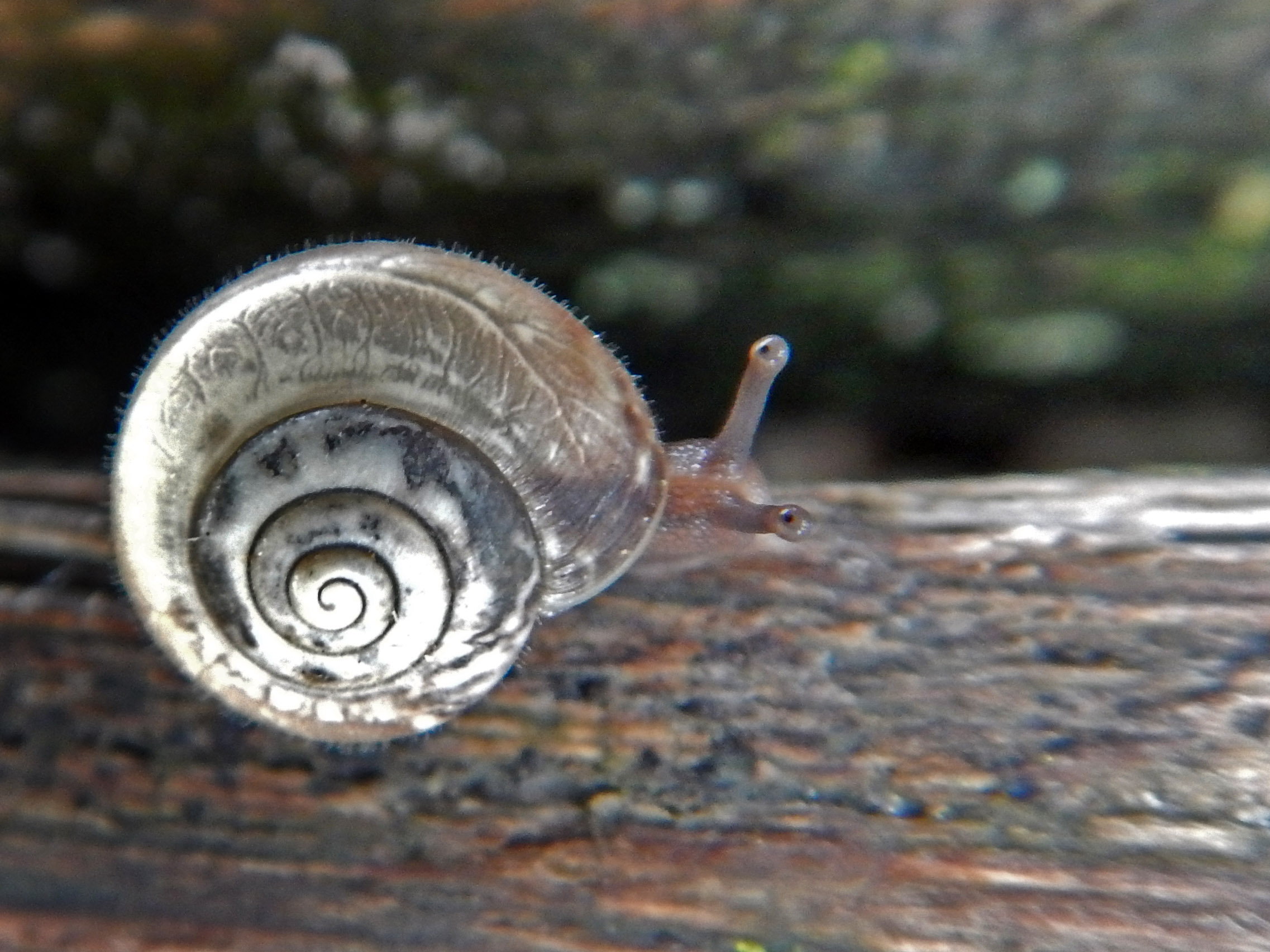
Ashfordia granulata
(Cap Gris-Nez, France)

Sa coquille mesure 5 à 7 mm par 7 à 9 mm avec 5,5-6 tours de spires, séparées par une suture profonde. 
Elle est légèrement translucide, de couleur blanchâtre à brun pâle, fine et claire et parsemée de taches foncées. Elle laisse apparaitre par transparence un motif intérieur. Elle est couverte de petits poils. Les poils sont fins, droits et se terminent par un bulbe à leur base..
L'ouverture de la coquille est simple avec une lèvre mince ou sans lèvre.
L'ombilical est très étroit et en partie couverte par la marge columellaire.

## Aire de répartition
L'espèce est essentiellement présente en Irlande, en Écosse et au Royaume-Uni, et en marge de ces îles avec quelques populations disjointes identifiées en France et dans le Nord de l'Espagne.

## Biotope
Zones buissonnières et semi-ouverte, en climat océanique.

### Reproduction, cycle de vie
Chaque œuf mesure environ 1 mm.

## État, pression et réponses
L'espèce est en régression en Irlande où elle était très présente.